# 濟魯拉河
42°05′23″N 43°04′33″E / 42.0897°N 43.0757°E

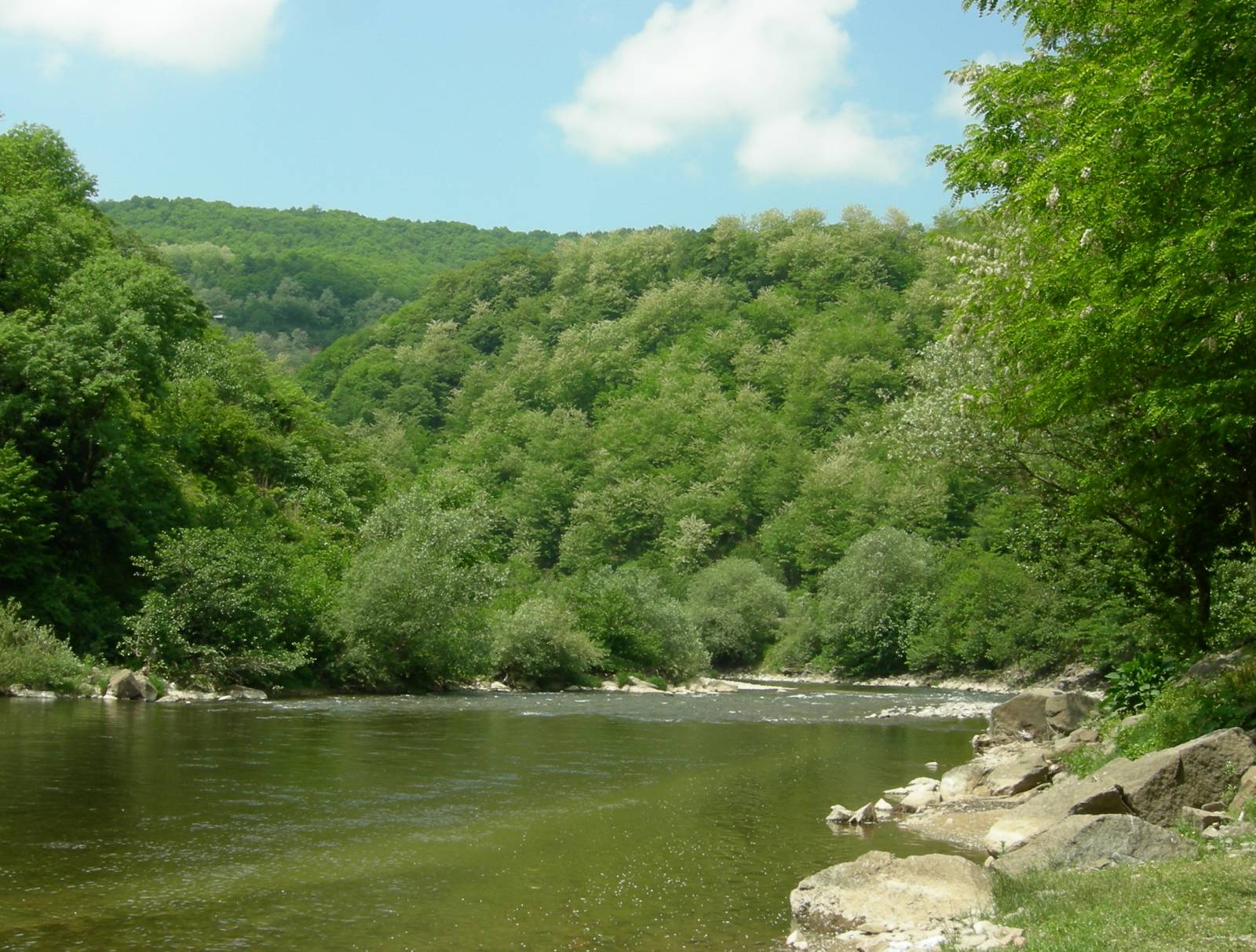

濟魯拉河是格魯吉亞的河流，位於該國西部，屬於克維里拉河的左支流，河道全長83公里，流域面積1,270平方公里，發源自蘇拉姆山脈西坡，河水來自融雪、雨水和地下水。